# Courbe de Keeling
Vous lisez un « article de qualité » labellisé en 2025.

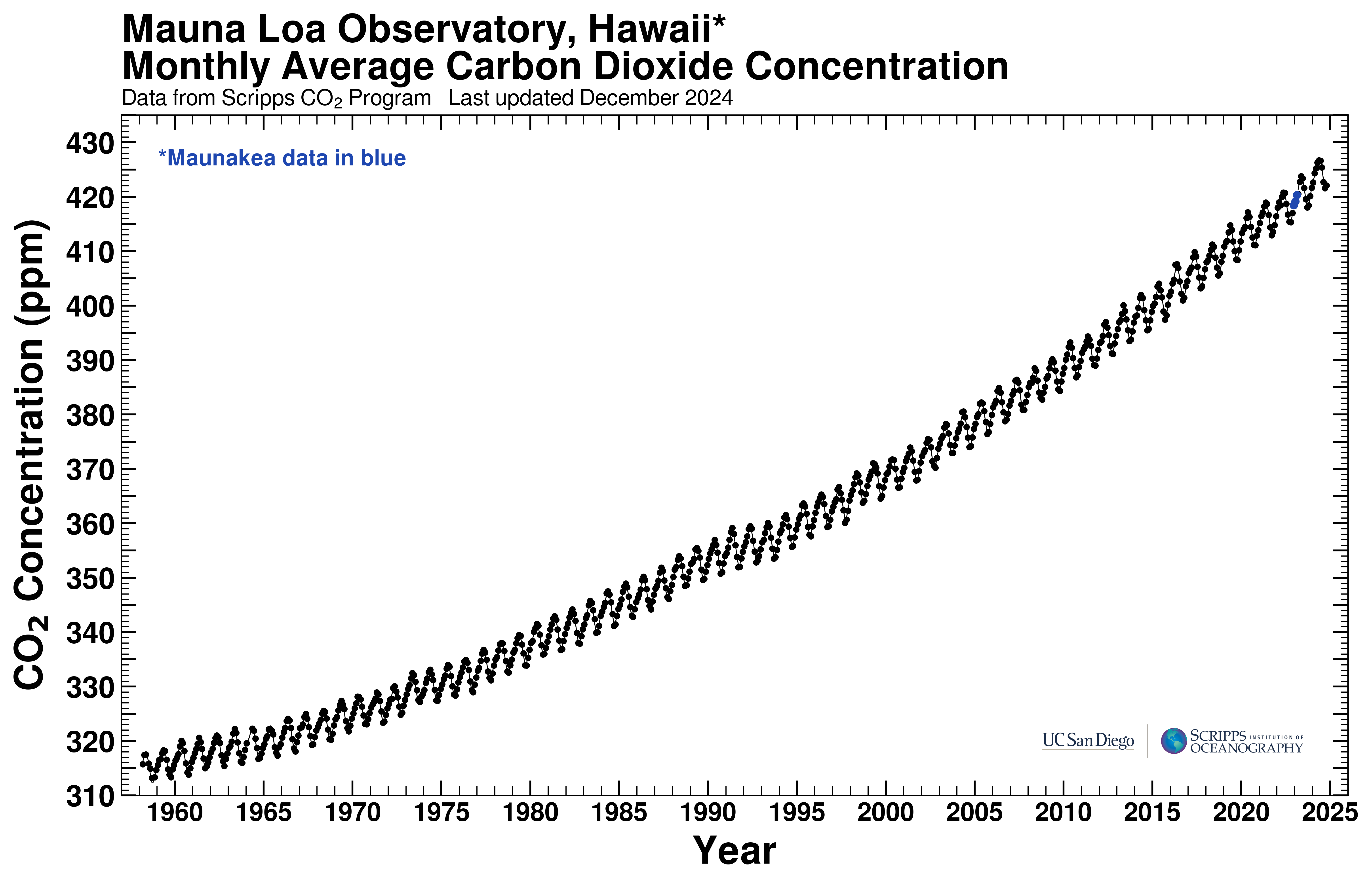
L'une des représentations de la courbe de Keeling : chaque point de la courbe représente la concentration moyenne mensuelle du dans l'atmosphère à l'observatoire du Mauna Loa, à Hawaï, exprimée en parties par million (ppm).

La courbe de Keeling, nommée d'après le chercheur américain Charles David Keeling, est un graphique qui représente la hausse de la concentration du dioxyde de carbone (CO2), un gaz à effet de serre, dans l'atmosphère terrestre, au cours du temps. Elle se fonde sur des mesures effectuées de manière presque continue depuis 1958 à l'observatoire du Mauna Loa, à Hawaï, dans l'océan Pacifique.
Ce programme de mesures est lancé à l'occasion de l'Année géophysique internationale, en 1957-1958, par le géochimiste Charles Keeling, au sein de l'institut d'océanographie Scripps (San Diego, Californie), dirigé par l'océanographe Roger Revelle, et avec le soutien du météorologue Harry Wexler, de l'US Weather Bureau. À cette époque, l'effet de serre est une théorie non prouvée et il n'existe pas de mesure fiable et continue du CO2 présent dans l'atmosphère.
Keeling élabore une nouvelle méthode de mesure très précise, qui emploie un capteur infrarouge non dispersif et est appliquée à des échantillons d'air collectés à Hawaï et en Antarctique. En dépit d'un financement précaire — qui le demeure jusqu'à nos jours — et grâce à l'aide de techniciens et scientifiques sur place, le programme de mesures prouve de manière inédite que la concentration du CO2 dans l'atmosphère est croissante et que sa hausse est proportionnelle aux émissions de CO2 anthropiques (c'est-à-dire d'origine humaine) : contrairement à ce qu'une partie de la communauté scientifique pensait jusqu'alors, seule la moitié environ du surplus de CO2 dans l'atmosphère est absorbée par les puits de carbone et en particulier l'océan, le reste s'accumule dans l'atmosphère.
La courbe de Keeling et les mesures sous-jacentes sont une avancée significative dans l'histoire de la recherche sur le changement climatique. Charles Keeling consacre sa vie à ce travail scientifique, jusqu'à sa mort en 2005, après laquelle son fils, l'océanographe Ralph Keeling, poursuit ces recherches.
Plus longue et plus ancienne série de mesures du CO2 — il faut attendre 1974 pour que la National Oceanic and Atmospheric Administration (NOAA) élabore un vaste programme de mesure, et 1989 pour qu'un véritable réseau mondial coordonné soit créé —, la courbe de Keeling revêt également des aspects symboliques. Parce qu'elle donne à voir avec simplicité comment la combustion des combustibles fossiles (charbon, pétrole et gaz) par l'humanité perturbe l'atmosphère et le cycle du carbone, la courbe est devenue un symbole du changement climatique, voire de l'anthropocène. Elle est en outre un symbole scientifique qui souligne l'importance des programmes de mesure in situ.

## Caractéristiques
La courbe de Keeling, affichée sur le graphique ci-dessous, représente l'évolution de la concentration du dioxyde de carbone (CO2) dans l'atmosphère à l'observatoire du Mauna Loa, à Hawaï, depuis 1958. Elle est reconnaissable par son aspect en dents de scie, lesquelles représentent l'oscillation saisonnière des moyennes mensuelles (en rouge sur la figure ci-dessous), et par son allure générale allant croissant. Elle est parfois représentée avec cette même évolution lissée sur une année (en bleu ci-dessous, dans le graphique principal).

La courbe de Keeling montre l'évolution de la concentration atmosphérique du dioxyde de carbone telle que mesurée à l'observatoire du Mauna Loa depuis 1958. Graphique principal : la courbe rouge est la moyenne mensuelle, la courbe bleue est un lissage de celle-ci.

L'oscillation saisonnière sur une année (courbe rouge sur le graphique principal, détaillée dans l'encart « Variation saisonnière ») montre une baisse du CO2 atmosphérique de mai à septembre et une hausse de celui-ci d'octobre à avril : cette variation (d'environ 5 à 6 ppm), qui se répète chaque année, est due aux échanges de carbone entre l'atmosphère et la végétation dans l'hémisphère nord,,.
La variation interannuelle (courbe bleue) montre quant à elle une élévation de la teneur en CO2 de l'atmosphère sur le long terme : elle passe ainsi de 316 ppm en 1959 à 424,6 ppm en 2024, ; elle est approximativement proportionnelle à la croissance des émissions de CO2 par l'humanité, due pour l'essentiel à l'usage des combustibles fossiles. En outre, la vitesse de cette élévation est croissante : à la fin des années 1960, la teneur en CO2 s'accroît d'environ 1 ppm par an ; en 2022, cette hausse annuelle s'établit à près de 2,5 ppm en moyenne sur les dix années qui précèdent,.

## Histoire

### Contexte
Le mécanisme de ce que l'on appelle de manière contemporaine l'effet de serre est identifié au XIXe siècle : le dioxyde de carbone (CO2) présent dans l'atmosphère en très faible quantité absorbe et réfléchit vers la Terre une partie du rayonnement infrarouge que celle-ci émet vers l'espace. Dans la première moitié du XXe siècle, plusieurs chercheurs formulent l'hypothèse que l'usage industriel des combustibles fossiles (surtout le charbon, le pétrole et le gaz) produit une hausse de la teneur atmosphérique en CO2 qui, via l'effet de serre, est susceptible de provoquer un réchauffement de l'atmosphère. Néanmoins cette hypothèse est très minoritaire, la plupart des scientifiques formulant plusieurs objections, dont l'une est que les océans absorberaient le surplus de CO2 émis par les activités humaines,.
Au cours des années 1950, le rôle du CO2 fait l'objet d'un regain d'intérêt. La période est marquée par la guerre froide et la recherche sur les bombes atomiques ; aux États-Unis, les chercheurs en sciences de l'atmosphère parviennent à bénéficier des importants fonds alloués à la recherche scientifique.
Dans la seconde moitié de la décennie, le chimiste Hans Suess et le directeur de l'institut d'océanographie Scripps, Roger Revelle, calculent que seule la moitié environ du CO2 anthropique émis dans l'atmosphère est absorbée par les océans, si bien que le CO2 est voué à s'accumuler dans l'atmosphère. Il n'existe toutefois pas de mesure fiable de la teneur atmosphérique en CO2, ni de son évolution dans le temps,,,.

### Charles David Keeling à Caltech
En 1954, âgé de 26 ans, Charles David Keeling vient de terminer à l'université Northwestern une thèse sur les polymères. Son doctorat en chimie obtenu, il pourrait trouver sans difficulté un poste avantageux dans l'industrie chimique, mais le jeune scientifique s'est pris d'intérêt pour la géologie durant ses études et, randonneur confirmé, il désire travailler au grand air,.
Ainsi devient-il chercheur postdoctoral au California Institute of Technology (couramment nommé Caltech) sous la supervision du chimiste et physicien Harrison Brown, qui a travaillé sur le projet Manhattan : avec un financement de la Commission de l'énergie atomique, Keeling doit s'intéresser à l'uranium contenu dans les roches granitiques. Toutefois, le sujet, qui suppose exclusivement un travail en laboratoire, ne le passionne pas, comme il se le remémore dans un article autobiographique paru en 1998. Aussi, lorsque Harrison Brown émet un jour l'hypothèse d'un équilibre chimique entre d'une part le carbonate dissous dans l'eau et d'autre part le calcaire dans l'eau et le CO2 atmosphérique, Keeling s'empare du sujet, qui suppose des mesures sur le terrain, et délaisse les roches granitiques,.
Pour examiner l'hypothèse de Brown, Keeling a besoin de connaître la concentration atmosphérique du CO2. Celle-ci fait l'objet de mesures depuis le XIXe siècle à l'aide d'une méthode chimique, la titration, qui a le défaut d'être peu précise, si bien que les résultats sont très disparates, de 250 à 550 ppm, à tel point que l'on suppose jusqu'alors que la concentration varie selon les masses d'air. Désirant effectuer ses propres mesures, le jeune chimiste identifie une méthode physique dite manométrique — elle utilise un manomètre — documentée en 1916, bien plus précise, qu'il modernise,,,,.
Sa nouvelle méthode manométrique mise au point, Keeling commence ses mesures dans le parc d'État Pfeiffer de Big Sur. Elles montrent un cycle jour-nuit, la concentration du CO2 étant plus importante la nuit. Ces mesures permettent au chercheur d'invalider l'hypothèse de Brown. Keeling remarque que la concentration diurne est très stable d'une mesure à l'autre, autour de 310 ppm, ce qu'il vérifie en prélevant des échantillons d'air en divers lieux préservés de l'activité humaine, de l'Arizona à l'État de Washington. La stabilité de la concentration atmosphérique du CO2 qu'il constate contredit la littérature scientifique existante,,,.
Samuel Epstein, un collaborateur d'Harrison Brown, demande à David Keeling de lui fournir les échantillons afin d'en analyser le rapport isotopique à l'aide d'un spectromètre de masse, ainsi que le relate Keeling dans ses mémoires. Ses propres mesures, de janvier 1955 à juin 1956, de même que les analyses spectrométriques d'Epstein, sont financées par la Southern California Air Pollution Foundation, créée par les industries automobile et pétrolière pour réduire la pollution de l'air à Los Angeles.

### Harry Wexler et le SIO
Début 1956, les travaux du jeune chercheur attirent l'attention de Harry Wexler, directeur de la division des services scientifiques du Weather Bureau, le service météorologique fédéral,. Le météorologue s'intéresse depuis quelques années déjà à la mesure du CO2 atmosphérique. L'Année géophysique internationale (AGI), un effort mondial de recherche, doit se tenir en 1957–1958, et dans ce cadre le Weather Bureau a prévu de créer un observatoire à 3 397 mètres d'altitude sur le volcan Mauna Loa, à Hawaï, dans l'océan Pacifique, pour mesurer la couche d'ozone. Dès 1955, Wexler souhaite que l'observatoire du Mauna Loa mesure également le CO2 durant l'AGI,.
Intéressé par la méthode de mesure de Keeling, Wexler invite celui-ci dans les bureaux du Weather Bureau à Washington le temps d'un rendez-vous. Keeling lui explique les insuffisances de la méthode chimique et promeut sa méthode manométrique. Il est d'autant plus convaincu de la nécessité d'utiliser celle-ci qu'il est au courant d'une campagne de mesures menée en Scandinavie depuis 1955 avec la méthode chimique, à l'initiative du chimiste finlandais Kurt Buch, appuyé par Erik Eriksson et Carl-Gustaf Rossby : celle-ci offre seulement une précision de ±3 ppm et aboutit à des résultats variables d'une station à l'autre et d'une mesure à l'autre,,.
Plus encore, Charles Keeling propose à Wexler une nouvelle méthode de mesure, optique : elle utilise un analyseur infrarouge non dispersif, qui permet de quantifier directement la teneur en CO2 d'un échantillon par spectrométrie, plus rapidement qu'avec la méthode manométrique qu'il employait jusqu'alors, et autorise donc des mesures continues (voir infra). Keeling n'a pas encore pu tester ce nouveau procédé, mais a identifié un fabricant d'analyseurs infrarouges non dispersifs dont il pense qu'ils pourraient convenir. Wexler est convaincu et les deux hommes envisagent l'installation d'analyseurs à l'observatoire du Mauna Loa et en Antarctique, deux lieux éloignés de la plupart des sources de pollution,,,.

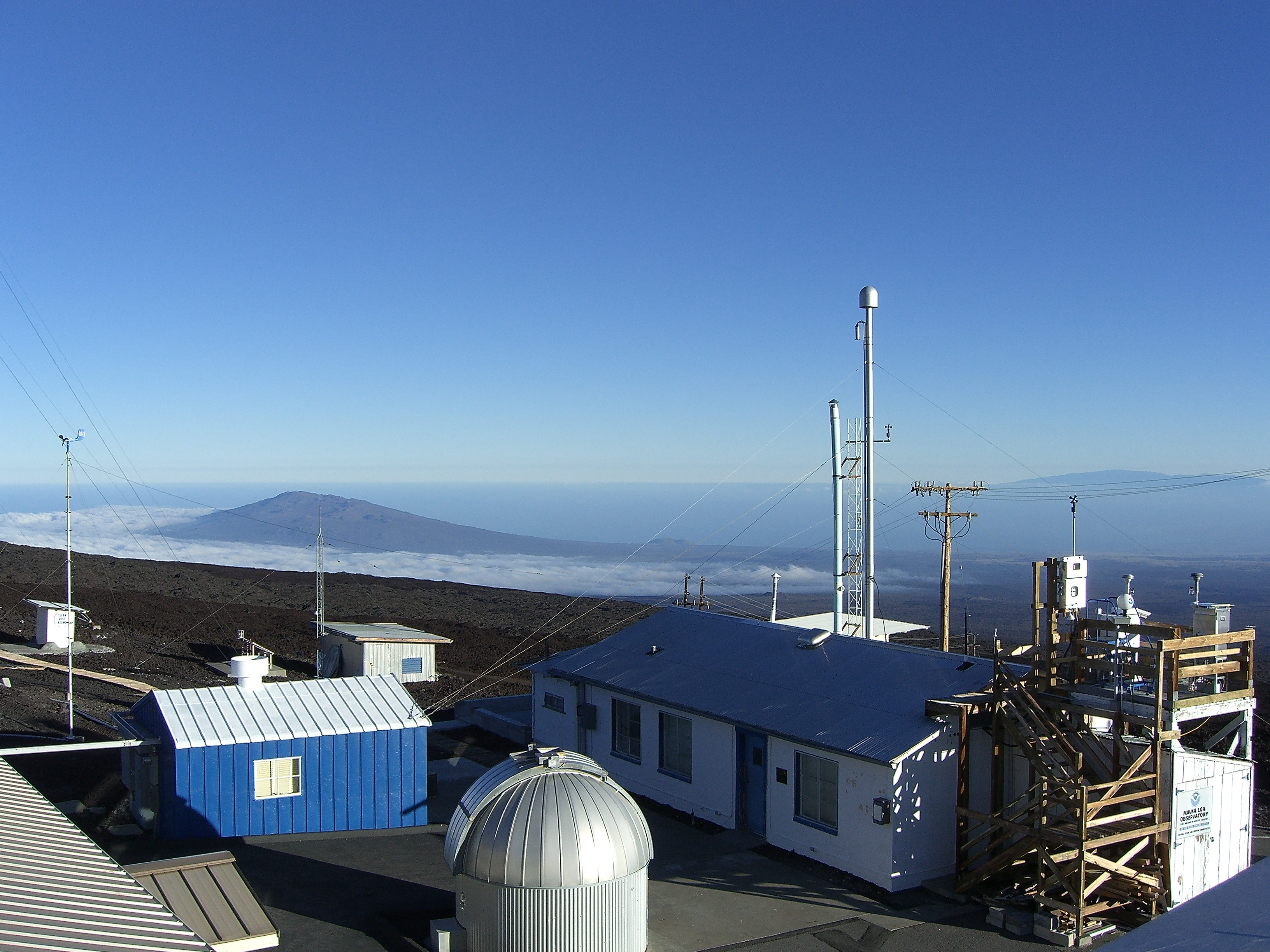
Vue partielle de l'observatoire du Mauna Loa, en 2006. Le bâtiment de droite est celui où sont effectuées les mesures du.

Dès le lendemain, Harry Wexler propose à Keeling un poste au Weather Bureau, à Washington. En parallèle, Keeling a aussi attiré l'attention de Roger Revelle, le directeur de l'institut d'océanographie Scripps (SIO), qui s'intéresse également à l'évolution de la teneur atmosphérique en CO2 (voir supra). Celui-ci lui offre un emploi au SIO, à La Jolla, un quartier de San Diego, en Californie. À la perspective de travailler dans un sous-sol des locaux du Weather Bureau, le jeune chercheur préfère le travail de terrain et quitte Caltech pour le SIO à l'été 1956,,.
Sa mission, sous la supervision de Revelle, est de mener un programme de mesure du CO2 atmosphérique durant l'AGI, en continu à l'observatoire du Mauna Loa et sur la base Little America V en Antarctique, ainsi que de manière ponctuelle, par bateau et par avion, en divers lieux (des échantillons d'air peuvent être collectés dans des fioles, puis analysés ultérieurement avec un analyseur infrarouge). Le but est d'identifier une éventuelle hausse du CO2 atmosphérique, qui confirmerait le cas échéant que le CO2 d'origine anthropique n'est pas intégralement absorbé par les océans. En dépit du choix de Keeling de travailler au SIO, Harry Wexler reste étroitement associé au projet et finance l'achat de quatre analyseurs infrarouges du modèle 70 de la firme Applied Physics Corp. (APC), choisi par Keeling,,,.

### 1957-1958: l'Année géophysique internationale
L'Année géophysique internationale (AGI) doit se tenir durant dix-huit mois, de juillet 1957 à décembre 1958. Les quatre analyseurs infrarouge commandés par Harry Wexler sont livrés à la fin de l'année 1956 : l'un est destiné à l'observatoire du Mauna Loa, le deuxième à la base Little America V en Antarctique, le troisième à un navire océanographique et le quatrième au siège du SIO, à La Jolla en Californie (pour l'analyse d'échantillons récoltés au sol, dans les airs ou sur mer, dans des fioles).
Roger Revelle et Charles Keeling ont toutefois une approche différente : le premier veut privilégier des mesures uniques en de nombreux points de la planète, qu'il conviendrait de réitérer après une ou plusieurs décennies pour établir une éventuelle variation de la concentration atmosphérique du CO2 ; le second, à l'inverse, est convaincu au regard de ses précédents travaux à Caltech que la concentration est uniforme sur la surface de la Terre et qu'il faut donc privilégier des mesures continues à un nombre limité d'endroits,,.
Fin 1956, le premier analyseur infrarouge est envoyé sur la base Little America V en Antarctique ; il ne permet cependant pas d'obtenir des données utiles la première année car le système de captage de l'air qui y est associé est défectueux — il sera installé avec succès l'année suivante et, dans l'intervalle, des prélèvements d'échantillons sont effectués dans des fioles,. En 1957, Revelle demande à Keeling de prioriser la préparation de l'analyseur qui doit être installé sur le navire océanographique ainsi que l'organisation des échantillonnages par avion. Keeling, qui espère pouvoir voyager à Hawaï à l'automne 1957 pour installer l'analyseur destiné au Mauna Loa, se voit refuser ce voyage par Revelle car le programme de mesures par avion n'est pas finalisé. Les échanges entre Keeling, Revelle, Wexler et son assistant du Weather Bureau, Paul Humpfrey, sont nombreux, Wexler et Humpfrey s'alarmant du retard pris pour l'installation de Mauna Loa, ainsi que pour la construction du laboratoire de Keeling au SIO. Les tensions entre le Weather Bureau et le SIO s'estompent lorsqu'un chercheur du Weather Bureau, Eugene Wilkins, est envoyé prêter main-forte à Keeling fin 1957, puis lorsque l'analyseur est enfin installé sur le Mauna Loa début 1958.
À Little America, le météorologue américain Ben Harlin du Weather Bureau, qui était chargé de l'installation de l'analyseur infrarouge, termine sa mission. Il reçoit pour consigne d'apporter l'analyseur à l'observatoire du Mauna Loa sur le chemin du retour vers les États-Unis. C'est ainsi qu'il installe l'appareil en mars 1958, en l'absence de Keeling ; lorsque Ben Harlin quitte l'île après un séjour d'une semaine, c'est Jack Pales, le directeur de l'observatoire, qui se charge d'effectuer les mesures,. Quand, la même année, l'observatoire est menacé de fermeture, Pales défend son maintien, notamment pour sauvegarder le programme d'analyse du CO2.
Les mesures sont toutefois interrompues en mai-juin 1958 puis de nouveau de mi-août à mi-octobre en raison de défaillances du système électrique. Enfin libéré de la préparation du programme de mesures par avion, qui a commencé en avril, Charles Keeling se rend pour la première fois sur le volcan hawaïen le 22 novembre,.

### 1959-1962: prolongation du programme et premiers résultats
En décembre 1958 doit se terminer l'Année géophysique internationale (AGI) ; elle est en fait prolongée pour un an, sous le nom International Geophysical Cooperation (« Coopération géophysique internationale »). Le programme de mesures du CO2 à Hawaï et en Antarctique est lui aussi prolongé, grâce à des fonds de l'AGI initialement attribués à Hans Suess, détournés de leur destination avec l'accord de ce dernier, et l'aide d'un financement de la National Science Foundation (NSF),. La station antarctique américaine Little America V ferme fin 1958 par manque de financement ; l'analyseur qui y est installé est transféré sur la base antarctique Amundsen-Scott, au pôle Sud (où des échantillons par fiole sont également collectés).
Dès le début des mesures en mars 1958, par le directeur de l'observatoire du Mauna Loa Jack Pales, Keeling a la satisfaction d'observer que les valeurs sont conformes à ses prévisions et cohérentes avec celles qu'il a obtenues précédemment à l'aide de la méthode manométrique : la teneur atmosphérique du CO2 est d'environ 315 ppm sur le volcan. Mi-1958, les données du Mauna Loa, de Little America et celles recueillies par avion et par navire permettent de conclure que la concentration du CO2 est constante dans l'atmosphère, dans les différents lieux éloignés des sources de pollution locale. 
S'esquisse en outre dès la première année un cycle saisonnier, confirmé en 1959, qui voit la teneur en CO2 osciller d'environ 5 à 6 ppm. Cette variation (qui après réexamen de Keeling se trouve aussi dans ses mesures manométriques de 1955-1956) s'explique par les échanges de carbone entre l'atmosphère et la végétation dans l'hémisphère nord : la végétation absorbe davantage de CO2 durant le printemps et l'été, sous l'effet de la photosynthèse,. Le rôle de la végétation dans cette variation est établi par Keeling grâce à l'étude isotopique du δ13C,,,.
En juin 1960, Keeling publie un article dans la revue Tellus A dans lequel il expose les données préliminaires obtenues au Mauna Loa et en Antarctique,. Le mois suivant, il présente ses premiers résultats lors du congrès de l'Union géodésique et géophysique internationale à Helsinki, en Finlande. Lors de celle-ci, son confrère finlandais Kurt Buch fait également part des résultats du programme scandinave de mesures, toujours aussi incohérentes — le programme scandinave cesse en 1960.
La même année, une légère tendance à la hausse de la concentration atmosphérique du CO2 — l'objet initial du programme de recherche — devient visible dans les mesures de Keeling,.
En 1961, Keeling se rend en Suède pour une année entière, durant laquelle il travaille avec Bert Bolin, à partir des données recueillies à Hawaï, en Antarctique et dans l'océan Pacifique, sur la circulation atmosphérique ; ces travaux donnent lieu à un article publié en 1963,,.
Harry Wexler meurt en 1962. Au sein du Weather Bureau, c'est désormais Lester Machta qui a la responsabilité de l'observatoire du Mauna Loa. L'homme soutient également le programme de mesure du CO2.

### 1963-1964: difficultés financières et techniques
En 1963, un aperçu des résultats de la mesure du CO2 sur le Mauna Loa paraît dans Monthly Weather Review, en même temps que d'autres données issues de l'observatoire hawaïen, sous la plume de Saul Price (un météorologue du Weather Bureau installé à Honolulu) et Jack Pales, qui continue d'y opérer les mesures pour le compte de Keeling. Les deux auteurs relèvent, pour la première fois, la tendance à la hausse du CO2 atmosphérique, de 0,7 ppm par an : « Est peut-être d'une importance capitale l'augmentation constante du dioxyde de carbone depuis le début des observations, il y a cinq ans, qui apparaît dans l'enregistrement du Mauna Loa »,. En effet, indiquent-ils, cette hausse correspond à environ la moitié des émissions de CO2 anthropiques,, ce qui confirme une partie des conclusions de Roger Revelle et Hans Suess publiées en 1957, clarifiées en 1959 par Bert Bolin et Erik Eriksson, selon lesquelles les océans n'absorbent qu'une portion du surplus de CO2.
En 1964, à la suite de restrictions budgétaires, le Weather Bureau cesse de financer le programme de mesure du CO2 en Antarctique et l'observatoire du Mauna Loa perd une partie de son financement et est menacé de fermeture, tandis que Keeling perd son assistant au SIO,,. Keeling relate en 1998 : « […] le personnel a été considérablement réduit, passant de huit personnes à trois, avec le transfert, sans remplacement, de Jack Pales, le physicien-directeur. Au premier problème de performance, notre équipement a été arrêté par le personnel restant de la station. » Les mesures sont en effet interrompues pendant quatre mois au Mauna Loa, et pour l'année entière sur la base antarctique Amundsen-Scott (l'analyseur infrarouge est rapatrié aux États-Unis).

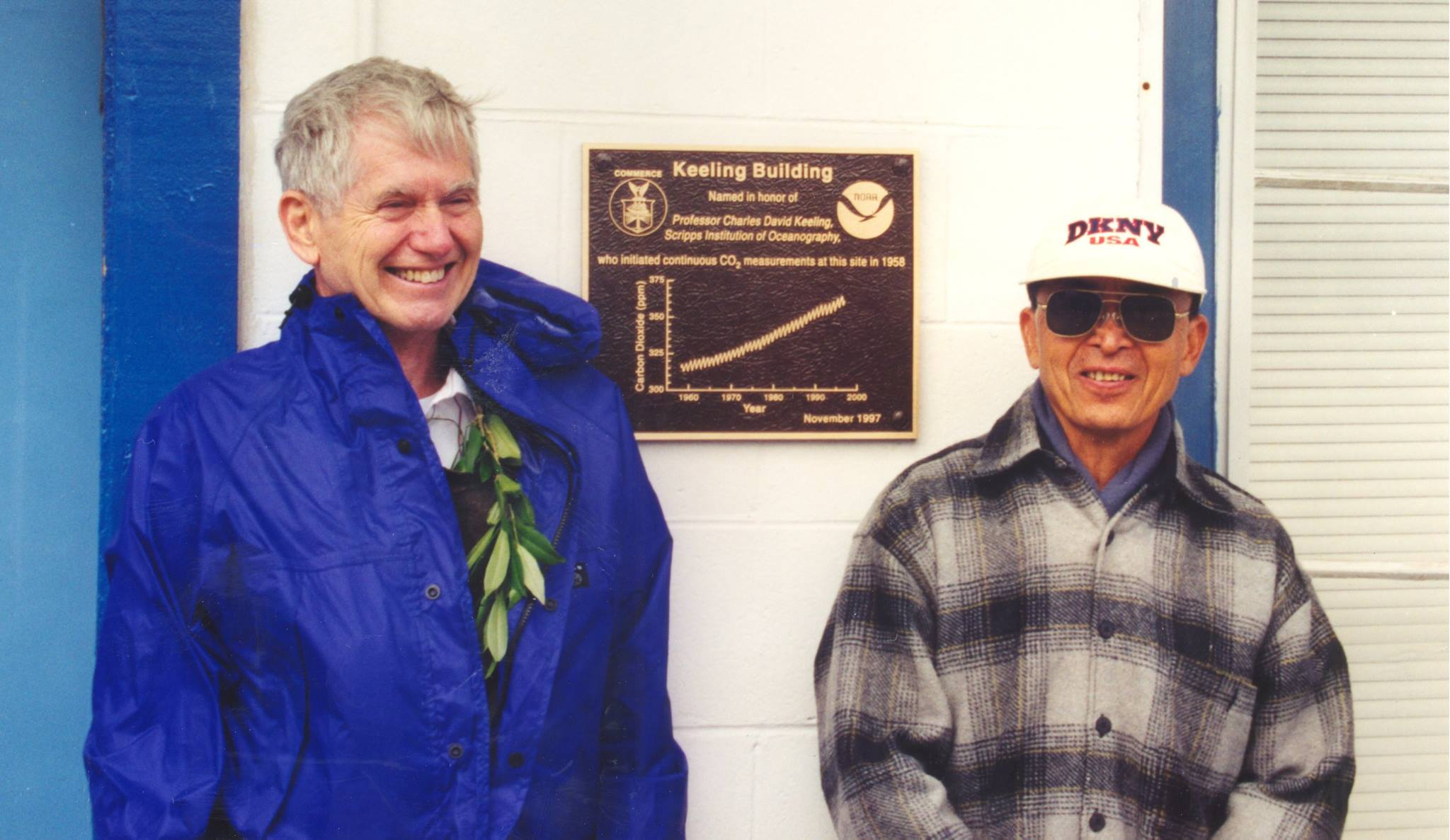
Charles David Keeling et John Chin, qui a effectué les mesures de 1964 à 2000, posent en 1997 devant le bâtiment de l'observatoire du Mauna Loa où sont effectuées les mesures du.

Le vulgarisateur en sciences Forrest M. Mims, dans son étude de 2011 consacrée à l'observatoire du Mauna Loa, établit qu'en réalité, c'est une panne critique qui touche l'analyseur infrarouge en janvier 1964, et que Howard Ellis et Mike Keyes, qui travaillent tous deux à l'observatoire (Ellis le dirige de 1964 à 1966), tentent de remédier au dysfonctionnement, lequel s'accompagne en outre d'une pénurie du gaz de référence. Les hommes sur place, qui ne ménagent pas leurs efforts depuis plusieurs années pour assurer la maintenance quotidienne qu'exigent les fragiles composants de l'instrument, sont confrontés aux exigences de Keeling, qui souhaite une présence 24 heures sur 24 à l'observatoire pour surveiller l'appareillage, et n'apprécient pas qu'il leur impute l'arrêt des mesures. Ce dernier sert néanmoins d'argument à Keeling pour obtenir de nouveaux financements,. La National Science Foundation (NSF) vient à la rescousse du programme et finance le recrutement d'un technicien destiné à l'entretien de l'analyseur infrarouge et de l'appareillage associé à l'observatoire du Mauna Loa, John Chin : il prend ses fonctions en mai 1964, répare l'instrument dans la foulée, et travaille pour Keeling sur le volcan hawaïen pendant 37 ans, jusqu'à sa retraite en 2000.

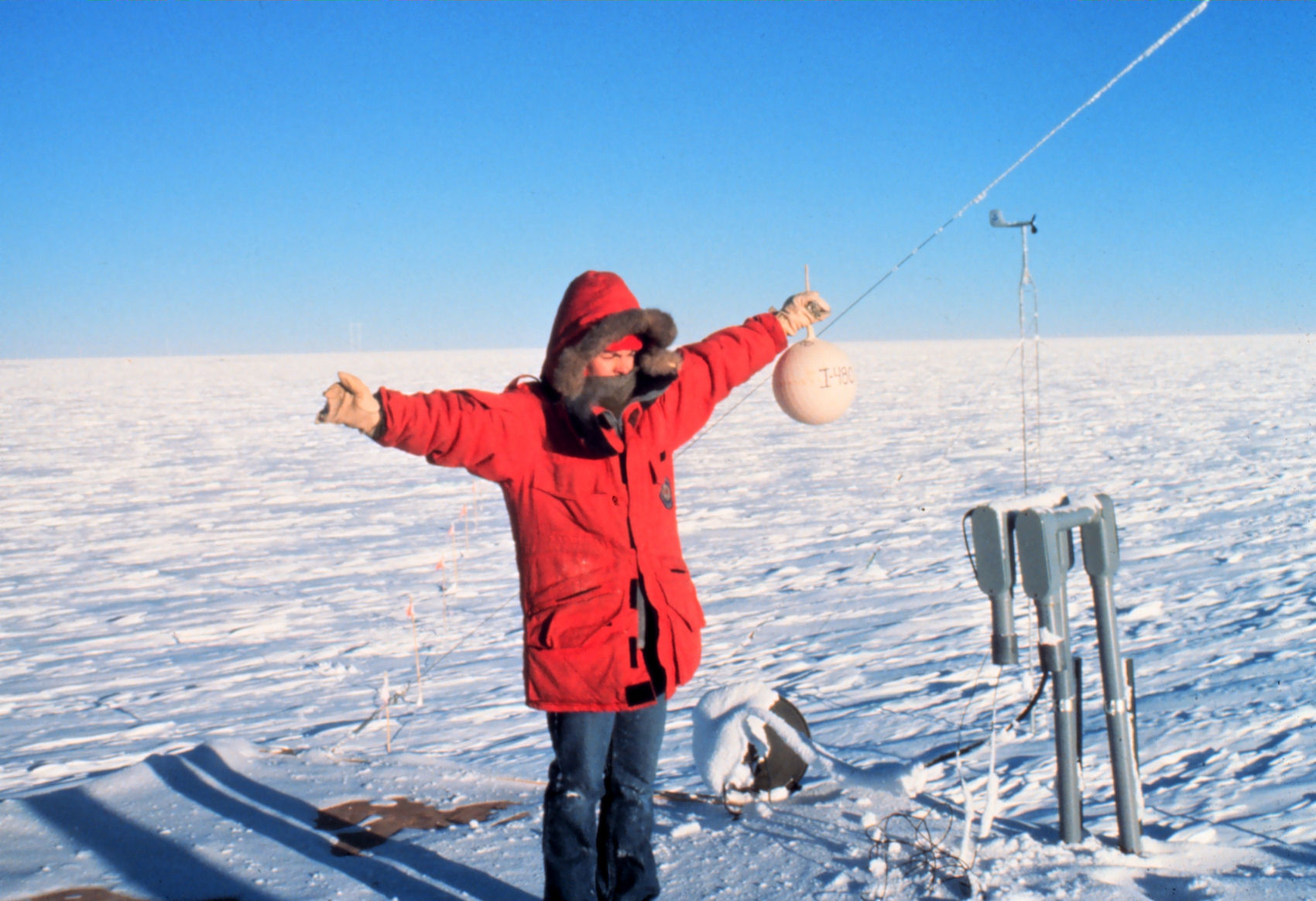
Prélèvement d'air dans une fiole de 5 litres, sur la base antarctique Amundsen-Scott, en 1981, destiné à Charles David Keeling.

Les mesures au pôle Sud ne reprennent quant à elles qu'à partir de 1965, et sans analyseur infrarouge : des échantillons d'air sont collectés dans des fioles, puis périodiquement envoyés à l'institut d'océanographie Scripps pour être analysés par Keeling,.
En 1965 paraissent quatre articles majeurs dans Journal of Geophysical Research. Le premier, signé par Jack Pales et Charles Keeling, est consacré à la hausse de la concentration atmosphérique du CO2 qui apparaît dans les mesures du Mauna Loa, le second, signé par Craig Brown — le technicien qui opère les mesures sur la base Amundsen-Scott — et Keeling, est consacré à la même tendance observée en Antarctique. Les deux derniers, (co)signés par Keeling, portent respectivement sur la teneur en CO2 au-dessus de l'océan Pacifique et les échanges de CO2 entre l'atmosphère et celui-ci. Ils démontrent qu'une part importante des émissions de carbone anthropiques n'est pas absorbée par les puits de carbone que sont l'océan et la végétation,. 

### Depuis 1965: soixante ans de mesures et de financement précaire

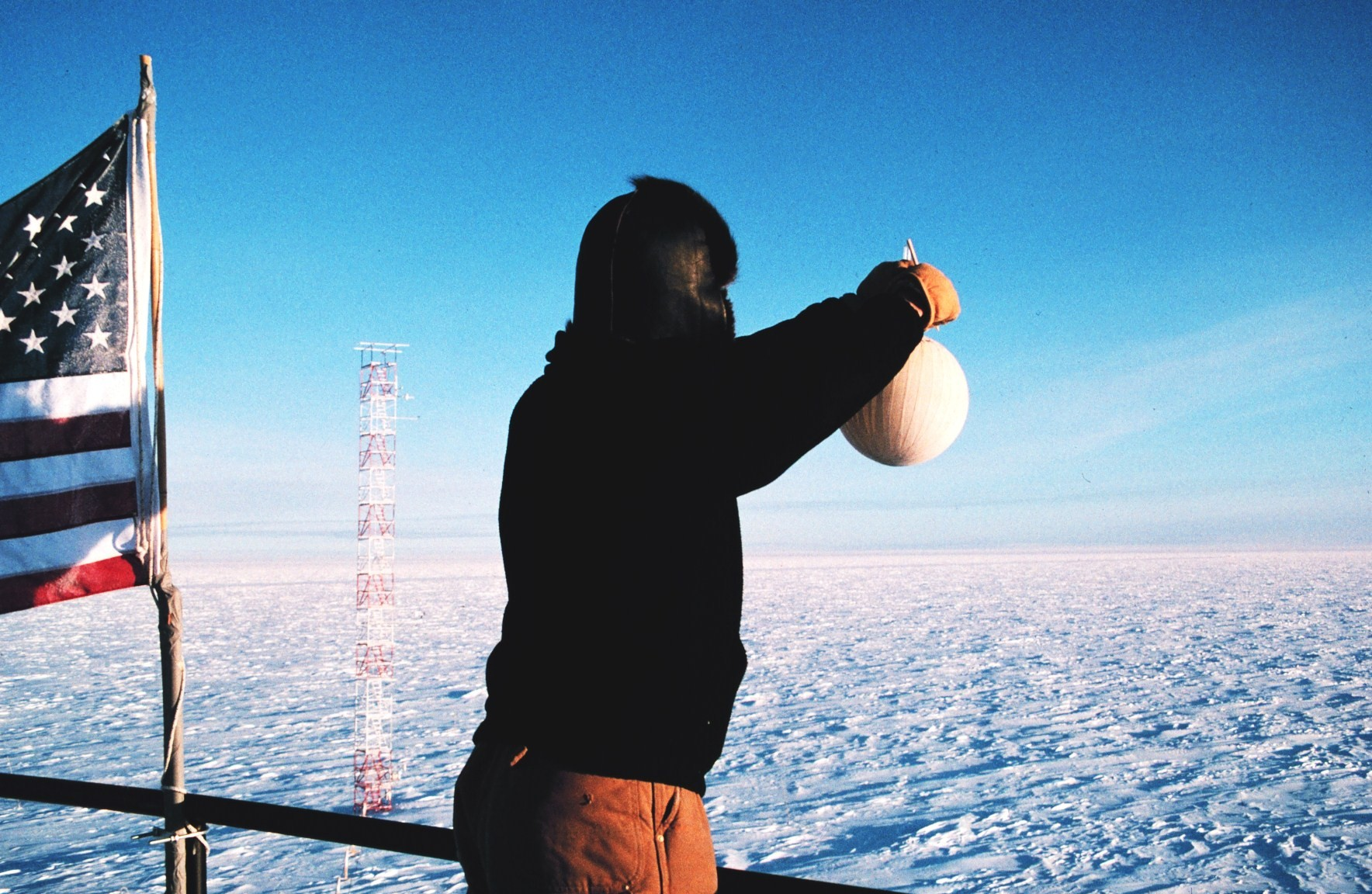
Au pôle Sud, probablement en 1996 ou en 1997, un membre de la base antarctique Amundsen-Scott, le lieutenant Mark Boland, prélève un échantillon d'air, pour une analyse ultérieure de sa teneur en.

En 1973, la National Science Foundation (NSF) met fin au financement du programme de Keeling : la NSF, comme d'autres bailleurs de fonds, privilégie les projets de recherche donnant lieu à des publications et à des avancées scientifiques novatrices ; un projet de mesures routinières au long cours comme celui entrepris par Keeling n'entre pas dans cette catégorie. La personnalité de Keeling, qui a une idée bien précise de la manière dont mener les mesures, dérange aussi. Surtout, la NSF et la National Oceanic and Atmospheric Administration (NOAA) — à laquelle est désormais rattaché le Weather Bureau — préféreraient que les mesures du CO2 soient reprises par la NOAA, ce que Keeling refuse. L'Organisation météorologique mondiale et le Programme des Nations unies pour l'environnement prennent finalement partiellement le relai en matière de financement, et la NOAA fait de même (en plus de financer l'observatoire lui-même),,. Cette dernière lance en 1974 son propre réseau de mesure du CO2 en différents lieux de la planète, dont l'observatoire de Mauna Loa en redondance des mesures de Keeling ; la NOAA utilise un modèle d'analyseur infrarouge différent, l'URAS-2,,.
| Un homme en veste bleue et avec des lunettes de soleil, est accroupi devant une mallette ouverte qui contient du matériel scientifique. Il se tient sur un bardage en bois, lui-même posé sur des roches noires. En arrière plan, la pente descendante du volcan et un panorama sur Hawaï. · Le même homme se penche sur une grande fiole qu'il tient à deux mains · Le même homme tient la fiole au-dessus de sa tête, les bras tendus. |

Dans les années et les décennies qui suivent, la NSF continue d'accorder quelques financements au coup-par-coup, tandis que le programme de mesure de Keeling, en dépit de sa qualité et de la reconnaissance scientifique dont il bénéficie désormais, doit continuer avec un financement aléatoire, auquel participent de nombreuses agences gouvernementales (département de l'Énergie des États-Unis, Institut d'études géologiques des États-Unis, etc.), de même que des organismes privés, ainsi que le relève notamment l'historien des sciences Spencer R. Weart, qui a consacré un article aux difficultés de financement persistantes de Keeling,.
Au-delà du réseau de la NOAA, en 1989, l'OMM regroupe les mesures du CO2 au sein d'un même réseau international, toujours en expansion au sein du programme Global Atmosphere Watch. En 2022, il compte 184 lieux de mesure.
Keeling étend ses recherches à l'étude du cycle du carbone, y compris — avec Bert Bolin — les échanges gazeux entre l'atmosphère et l'océan, tout en poursuivant le programme de mesures du CO2,.
Charles Keeling meurt le 20 juin 2005 à l'âge de 77 ans. Son fils, Ralph Keeling, qui mène depuis 1989 des mesures de la concentration en oxygène dans l'atmosphère, prend le relai du programme de mesure du CO2 (et, donc, de l'O2) au Mauna Loa et en Antarctique,. Après la mort de Keeling senior, l'institut d'océanographie Scripps (SIO) installe un nouvel analyseur (un Ultramat 6), dont la maintenance est bien plus simple ; le 7 février 2006, l'analyseur modèle 70 d'APC utilisé au Mauna Loa, en fonctionnement depuis le début des mesures près de 48 ans auparavant, est remisé,.

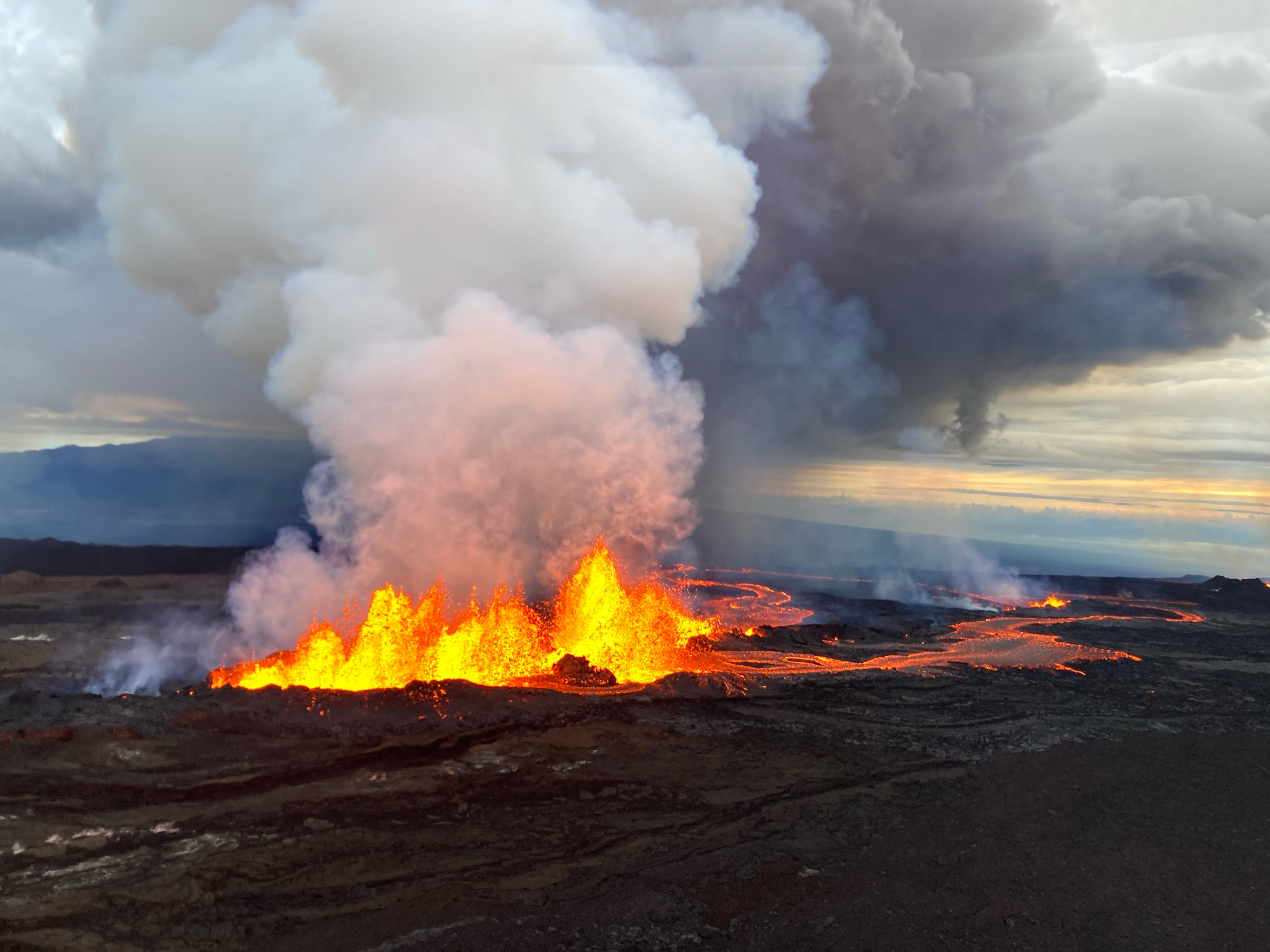
Fontaines de laves, le 29 novembre 2022, lors de l'éruption du Mauna Loa.

Le programme rencontre de nouvelles difficultés financières dans les années 2010. La NSF met fin à un financement en 2010 ; Ralph Keeling fait appel à un financement participatif en 2013, ; il bénéficie l'année suivante d'un financement privé ainsi que d'un financement de la NOAA limité au programme de mesure de l'O2.
En novembre 2022, l'éruption du Mauna Loa endommage la route d'accès à l'observatoire et coupe son alimentation électrique : les mesures in situ sont interrompues. Elles reprennent partiellement en mars 2023.
Les mesures continuent à ce jour à l'observatoire du Mauna Loa, toujours sous la supervision de Ralph Keeling et du SIO, en parallèle des mesures opérées par la NOAA.

## Instrument de mesure et traitement des données

### L'analyseur infrarouge

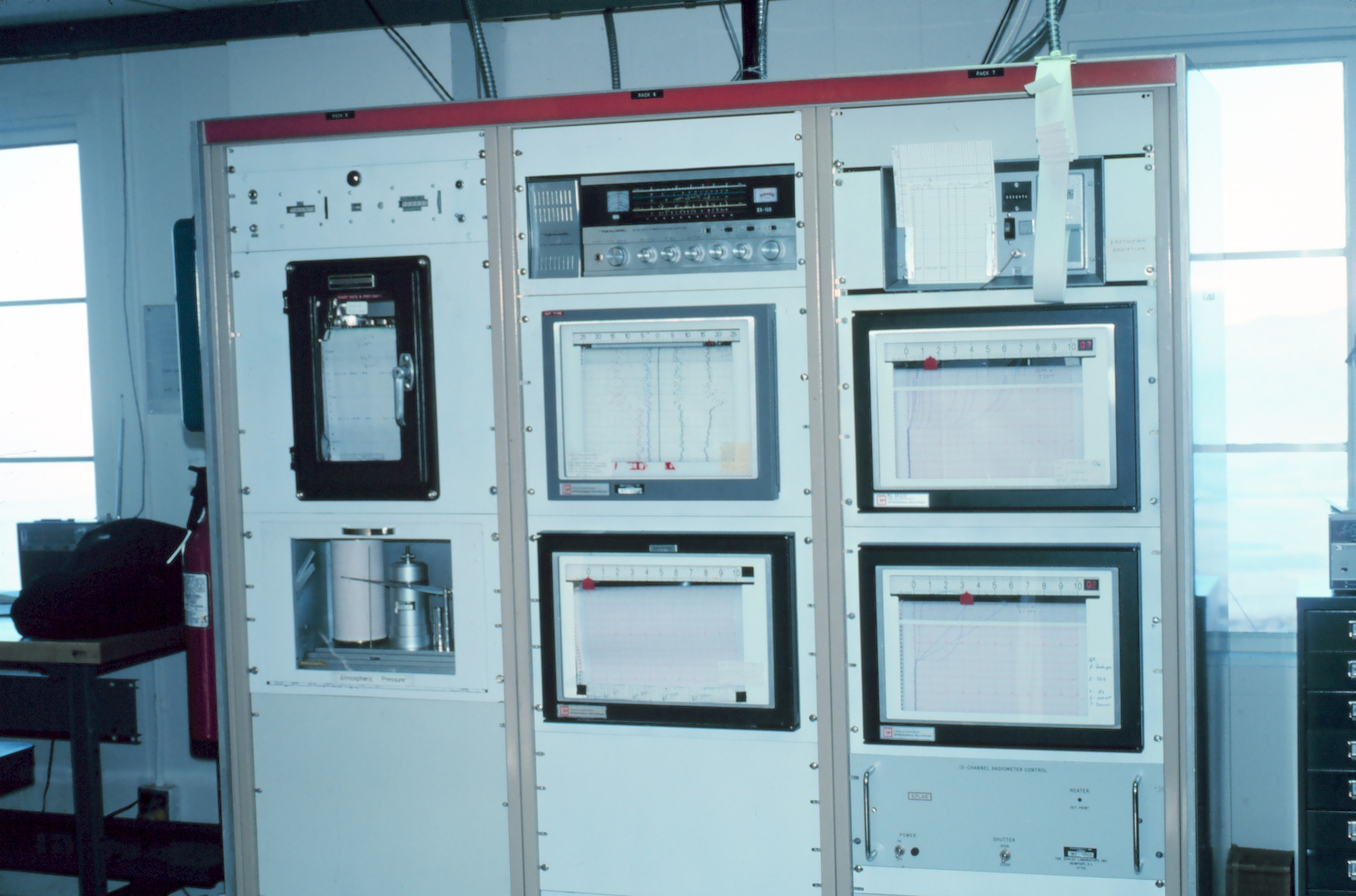
Le panneau de contrôle et ses enregistreurs graphiques, à l'observatoire du Mauna Loa, en février 1982.

L'analyseur à capteur infrarouge non dispersif acquis en 1956 par Harry Wexler à la demande de Charles Keeling est un modèle 70 du fabricant Applied Physics Corp. (APC). Son choix par Keeling résulte de discussions avec un ingénieur de l'entreprise qui, sans pouvoir garantir au jeune chercheur que l'instrument permettra une analyse assez précise du CO2, répond de manière détaillée et franche aux questions de celui-ci,,. Un exemplaire coûte à l'époque 6 000 $ (l'équivalent d'environ 47 000 $ de 2010). Beaucoup moins, du fait de l'usage d'un capteur infrarouge non dispersif, qu'un spectroscope classique, doté d'un prisme.
Pour mesurer la concentration en dioxyde de carbone (CO2) dans un volume d'air avec une précision (à l'époque inédite) de 1 ppm, le capteur infrarouge non dispersif utilise un gaz de référence dans la cellule de détection, en l'espèce un mélange d'argon et de CO2,.
L'analyseur nécessite plusieurs autres appareils pour fonctionner en continu. À l'observatoire du Mauna Loa sont installées quatre prises d'air, sur des mâts d'environ 6 mètres et situées aux quatre points cardinaux, à environ 150 mètres du bâtiment principal afin d'éviter la pollution créée par le groupe électrogène,. En 1972, ils sont remplacés par une tour de 27 mètres, dotée de deux prises d'air.
Ces quatre prises d'air mènent, via des conduits souples, à un piège à froid, situé immédiatement en amont de l'analyseur infrarouge. Le piège à froid permet de solidifier sous forme de glace la vapeur d'eau (H2O) naturellement présente dans l'air, afin d'en débarrasser l'échantillon : la vapeur d'eau est un important gaz à effet de serre, dont la bande d'absorption recoupe partiellement celle du CO2, ce qui peut fausser la mesure effectuée par l'analyseur,.
L'analyseur produit en sortie un signal électrique, qui est sauvegardé à l'aide d'un enregistreur graphique.
L'ensemble est particulièrement fragile et nécessite un entretien permanent. Keeling n'accepte aucune modification du fonctionnement de l'installation par les techniciens et chercheurs sur place, ce qui génère parfois des tensions.

### Le protocole de mesure et de traitement des données

Flux de dans la biosphère le 23 décembre 2006. Les changements de concentration en fonction de l'heure de la journée sont codés par couleur (source : NOAA Carbon Tracker).

Sur le Mauna Loa, dès 1958, Keeling tient compte des principales sources de pollution susceptibles de fausser les mesures du CO2 atmosphérique : les émissions du groupe électrogène qui fonctionne au diesel et des cheminées volcaniques, qui en fonction du sens du vent peuvent contaminer les prélèvements, ainsi que les mouvements d'air chaud ascendants appauvris en CO2 qui surviennent après le coucher du soleil,,,. Une mesure est effectuée toutes les demi-heures. Pour cela, deux prises d'air situées au vent sont automatiquement sélectionnées et prélèvent successivement un échantillon d'air, à dix minutes d'intervalle — l'éventuelle différence entre les deux mesures est considérée comme issue d'une pollution locale,.
Pour se prémunir des perturbations dues aux émissions volcaniques, toute variation supérieure à 0,5 ppm dans l'intervalle d'une heure conduit Charles Keeling à écarter les mesures concernées, et seules les mesures cohérentes sur six heures d'intervalle sont conservées.
Dans les années 2010, le protocole de traitement des données de la NOAA, qui effectue ses mesures de manière indépendante du programme du SIO et de Keeling, permet d'obtenir des mesures similaires à celles de Keeling, avec une différence de 0,04 ppm en moyenne.

## Analyse

### Diffusion
En 1963, Charles Keeling participe à une conférence organisée par la Conservation Foundation (en partie financée par l'industrie pétrolière) sur le sujet de la concentration croissante du CO2 atmosphérique ; il opère alors un cadrage du problème sous l'angle environnemental, rapprochant les émissions de CO2 de la notion de pollution et listant les futures conséquences négatives pour l'humanité en cas de réchauffement climatique,.
Charles Keeling et Roger Revelle participent en 1965 à la rédaction d'un rapport consacré à l'environnement remis à la présidence américaine et qui fait état des résultats de Keeling. C'est le premier rapport destiné à un gouvernement qui évoque le risque d'un réchauffement climatique dû aux émissions de CO2,,,.
Au début des années 1970, plusieurs rapports importants sur le changement climatique et les enjeux environnementaux contiennent une représentation de la courbe de Keeling. C'est notamment le cas du rapport de la Study of Critical Environmental Problems (SCEP) publié en 1970 — sans doute l'un des premiers à diffuser largement le graphique —, du rapport de la Study of Man's Impact on Climate (SMIC) publié en 1971, et du célèbre rapport du Club de Rome, Les Limites à la croissance, publié en 1972, qui compare les données du Mauna Loa aux prédictions d'un modèle.
La courbe de Keeling est très largement médiatisée lorsqu'elle est utilisée en 2006 dans le documentaire d'Al Gore, Une vérité qui dérange, pour présenter la hausse de la teneur en CO2 dans l'atmosphère résultant des activités humaines,.
Le chercheur en histoire de l'environnement Joshua P. Howe relève toutefois un paradoxe : alors que les connaissances et l'intérêt pour le changement climatique ont significativement augmenté, la hausse de la concentration du CO2 accélère :

« De fait, la pente de la courbe n'a fait qu'augmenter, passant d'environ 1 ppm par an à près de 2 ppm par an [en 2015]. Nous en savons plus et nous nous en préoccupons davantage, mais un demi-siècle plus tard, le problème ne s'améliore pas, il s'aggrave. Comment cela est-il possible ? Et comment peut-on y remédier ? »

### Reconnaissance scientifique

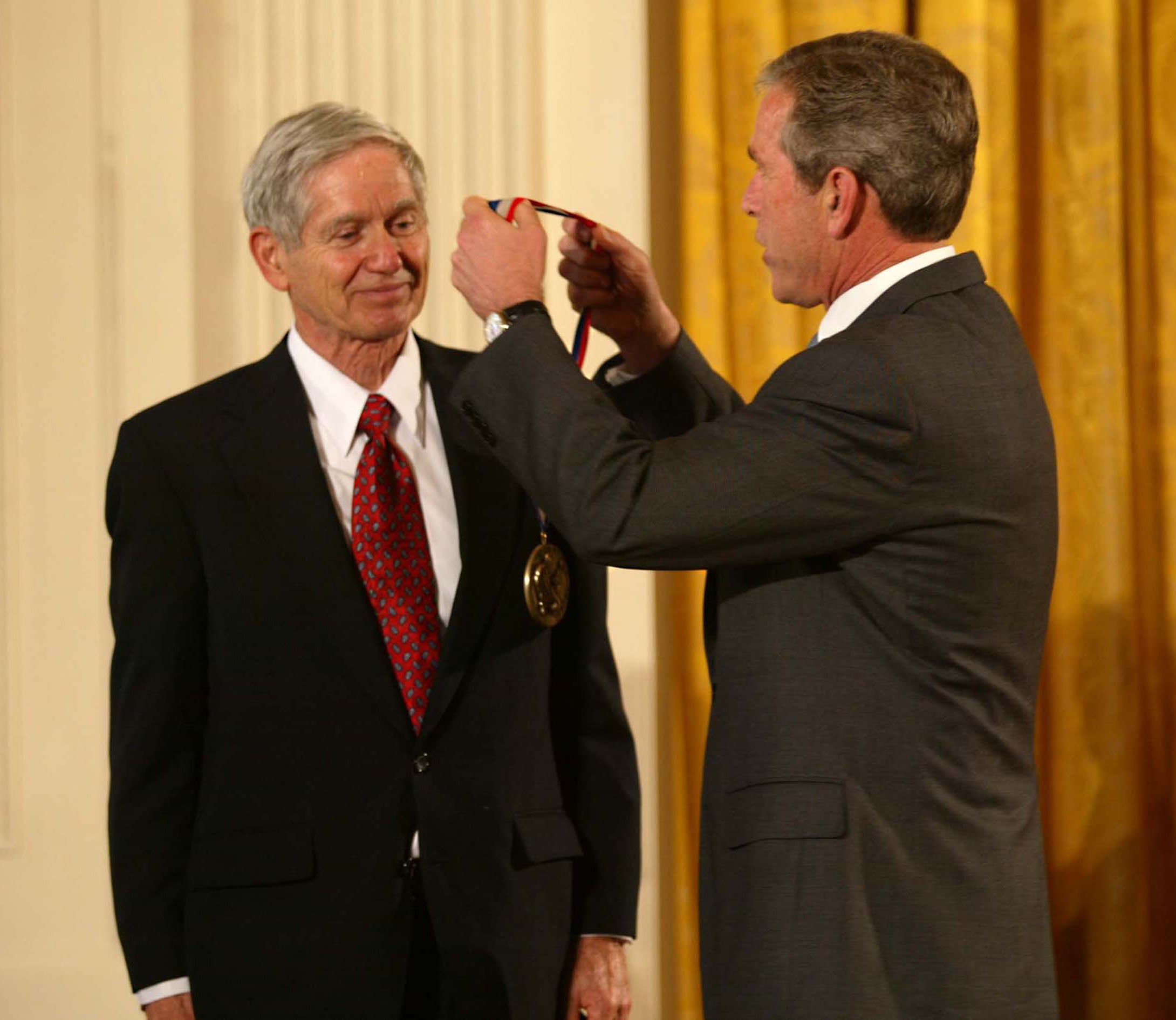
Charles Keeling reçoit la National Medal of Science des mains du président Bush le 12 juin 2002.

La précision et la qualité des mesures qui, des décennies plus tard, ne souffrent aucune critique et sont cohérentes avec d'autres mesures entreprises depuis, sont unanimement soulignées et mises au crédit de la méticulosité et de la persévérance de Charles Keeling,,,.
En 2001, George W. Bush lui décerne la National Medal of Science pour « ses recherches pionnières et fondamentales […] qui sont à la base de la compréhension du cycle global du carbone et du réchauffement climatique »,,.

### Aspects symboliques

#### Symbole du changement climatique
Les chercheurs utilisent des proxies, notamment des carottes de glace analysées à partir des années 1980, afin de reconstituer la courbe de la concentration atmosphérique du CO2 pour les périodes antérieures aux mesures de Keeling, jusqu'à 800 000 ans avant notre ère,.

Visualisation de l'évolution de la concentration atmosphérique du sur les derniers 800000 ans, à partir des données issues des carottes de glace (courbes bleues et verte) et, à partir de 1958, de la courbe de Keeling tirée des données du Mauna Loa (courbe noire). Les variations de la courbe en teintes de bleu correspondent aux glaciations et périodes interglaciaires.

La courbe de Keeling s'insère dans l'histoire de la recherche sur le changement climatique comme la confirmation de la théorie de l'effet de serre, et l'un des éléments de preuve du changement climatique d'origine humaine,, dont elle est un symbole. Pour l'historien de l'environnement Joshua P. Howe, elle est « l'un des plus importants et puissants symboles scientifiques du changement climatique ». Elle a la particularité de montrer à la fois la variation naturelle séculaire de la concentration atmosphérique du CO2 — l'oscillation saisonnière dans l'hémisphère nord —, qui traduit la « respiration de la Terre », et la perturbation de celle-ci par les activités humaines, essentiellement la combustion du charbon, du pétrole et du gaz,,. De ce fait, la courbe de Keeling est une excellente illustration du concept d'anthropocène, qui désigne une époque géologique (non officielle) dans laquelle l'humain est devenu une force géologique.
La journaliste scientifique Helen Briggs affirme, en 2007, que la courbe est ainsi « un symbole puissant de notre époque »,. L'historien des sciences James Rodger Fleming écrit, en 1998, qu'elle est plus largement « l'icône environnementale du [XXe] siècle ».
Elle est même destinée à être « l'une des images phares de l'histoire de l'humanité, aussi reconnaissable et à la signification aussi évidente que le crucifix ou la croix gammée », écrit en 2005 dans The Independent le journaliste britannique Michael McCarthy, à l'occasion de la mort de Charles David Keeling,. Aux yeux de l'écologiste australien Tim Flannery, la courbe est au changement climatique ce qu'est l'ouvrage Printemps silencieux au mouvement écologiste.

#### Symbole scientifique

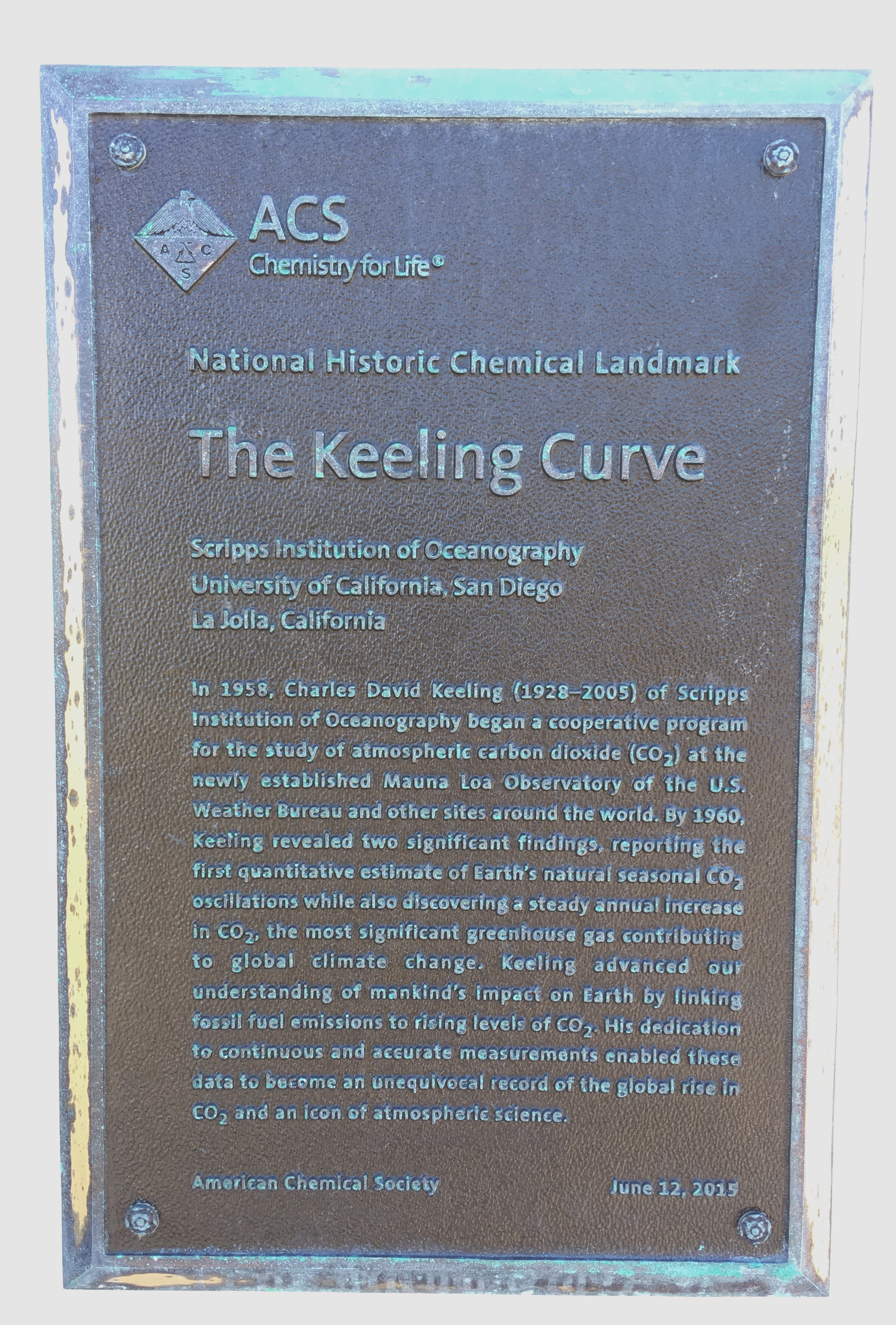
Plaque commémorant la courbe de Keeling, institut d'océanographie Scripps, La Jolla, Californie.

La courbe de Keeling est le plus long enregistrement instrumental ininterrompu à ce jour. De ce fait, elle est « une icône scientifique », au même titre que E = mc2 ou la double hélice de l'ADN, selon la journaliste scientifique Helen Briggs. 
Le géochimiste Eulan Nisbet, dans un article paru dans Nature en 2007, souvent cité, titré « Cinderella science » (« la science Cendrillon »), estime qu'elle « figure en très bonne place parmi les réalisations de la science du vingtième siècle ». En regard, la précarité de son financement apparaît comme paradoxale, et la courbe de Keeling est un bon exemple du fait que les mesures routinières in situ, pourtant essentielles — elles ont aussi permis de découvrir le « trou » dans la couche d'ozone —, sont dévalorisées par les financeurs, qui privilégient la recherche susceptible d'offrir des découvertes rapides ou bien, dans le domaine du climat, la modélisation.
L'historien de l'environnement Joshua P. Howe souligne d'ailleurs que la courbe a ceci d'intéressant qu'elle donne à voir non seulement des données scientifiques, mais aussi un aperçu de leurs conditions d'acquisition car l'interruption des mesures de 1964 apparaît sur certaines versions de la courbe.
En 2015, la courbe de Keeling rejoint les National Historic Chemical Landmarks sur décision de l'American Chemical Society ; deux plaques commémoratives sont apposées, à l'observatoire de Mauna Loa et à l'institut d'océanographie Scripps,.